# Wendell Pierce
Wendell Pierce (ur. 8 grudnia 1962 roku w Nowym Orleanie) – amerykański aktor, znany głównie z roli w serialu Prawo ulicy, gdzie zagrał detektywa Bunka Morelanda. Pojawił się także w innym serialu, Brygada ratunkowa, w którym również zagrał policjanta. Jeden z wywiadów z Pierce'em został umieszczony w dokumencie telewizji HBO, When the Levees Broke, dotyczącym huraganu Katrina. Poza tym wystąpił on w wielu filmach, m.in. Get on the Bus, Stay Alive, Ofiary wojny, Ray oraz Hakerzy. Pierce gra także jedną z głównych ról w serialu "Treme".  Kreuje tam postać puzonisty Antoine`a Batiste.
W serialu "W garniturach" Pierce odgrywał rolę Roberta Zane'a, ojca jednej z głównych bohaterek - Rachel Zane. Rachel była grana przez amerykańską aktorkę Meghan Markle, która po ślubie z Księciem Henrykiem została Księżną Sussexu.